# 't Buurtje
 't Buurtje is een buurtschap in de gemeente Schagen, in de Nederlandse provincie Noord-Holland. De buurtschap ligt ongeveer een kilometer ten westen van Schagerbrug.
't Buurtje is vlak na de droogmaking van de Zijpe ontstaan. In 1708 kende de buurtschap veertien huizen. 't Buurtje lag tegen een groot bos aan dat toen werd aangelegd. Thans is dat bos, het Ananasbos, een stuk kleiner. Vlak bij het bos staat ook de Zijpe Molen Ooster N. Deze molen stamt uit 1740 en is nog steeds in werking. In 1990 werd de molen volledig gerestaureerd.
Burgerbrug · Burgervlotbrug · Callantsoog · Dirkshorn · Eenigenburg · Groenveld · Groote Keeten · Krabbendam · Oudesluis · Petten · 't Rijpje · Schagen · Schagerbrug · Schoorldam (deels) · Sint Maarten · Sint Maartensbrug · Sint Maartensvlotbrug · Stroet · Tjallewal · Tolke (deels) · Tuitjenhorn · Valkkoog · Waarland · Warmenhuizen · 't Zand

Buurtschappen: Abbestede · Avendorp · Bliekenbos · 't Buurtje · De Banne · Burghorn · Cornelissenwerf · Dijkstaal · Grootven · Grotewal · Het Korfwater · De Hale · Hemkewerf · Huiskebuurt · Kalverdijk · Keinse · Keinsmerbrug · Kerkbuurt · Lagedijk · Leihoek · Mennonietenbuurt · Nes · Schagerwaard · Sint Maartenszee · Slootgaard · De Stolpen · Stolpervlotbrug · Vennik (deels) · 't Wad · De Weel (deels) · Woudmeer · Zijbelhuizen · Zijpersluis